# 빌렘 플루세르

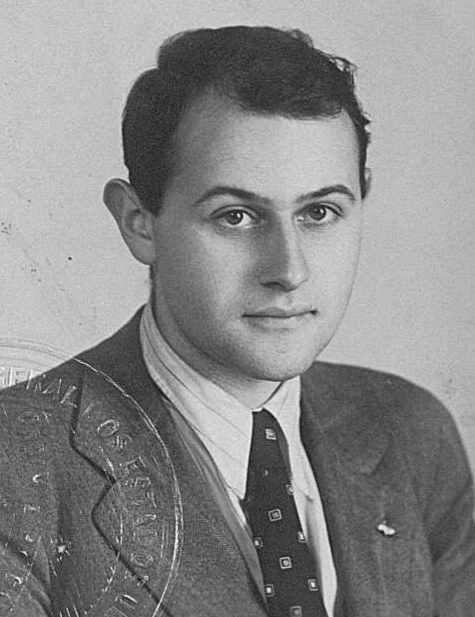

빌렘 플루세르(Vilém Flusser, 1920년 5월 12일 - 1991년 11월 27일)는 체코슬로바키아 출신의 철학자이다. 사진 등 미디어에 대한 철학을 전개했다.

## 삶
프라하 유태인 가정에서 태어나 나치를 피해 브라질로 망명했다. 브라질 상파울루 대학교 교수였다.

## 책
- 『피상성 예찬』